# Haliotis geigeri
Haliotis geigeri es una especie de molusco gasterópodo de la familia Haliotidae en el orden de los Neogastropoda.

## Distribución geográfica
Es endémica de Santo Tomé y Príncipe.